# Un matin à Ville-d'Avray
Un matin à Ville-d'Avray est un tableau réalisé en 1868 par le peintre français Jean-Baptiste Camille Corot. Cette huile sur toile est une pastorale représentant une figure humaine et des vaches dans un paysage matinal à Ville-d'Avray, aujourd'hui dans les Hauts-de-Seine. Exposée au Salon de 1868, elle est conservée au musée des Beaux-Arts de Rouen, à Rouen.